# Río Dronne
El río Dronne (en francés: le Dronne; en occitano: Drona) es un río de la vertiente atlántica de Francia que discurre por el suroeste del país, un afluente del río Isle, a su vez, afluente del río Dordoña. Su longitud es de 200,6 km y drena una cuenca de 2816 km².

## Etimología
Drône es una ortografía francesa arcaica que se encuentra en los nombres de dos comunas del Ribéracois: Saint-Méard-de-Drône y Saint-Pardoux-de-Drône, pero que refleja su pronunciación.
Anotado Drona en 1215, su nombre se explica la raíz hidrónima  dur- del céltico "dour", que significa 'el río' y el sufijo prelatino -onna.

## Geografía

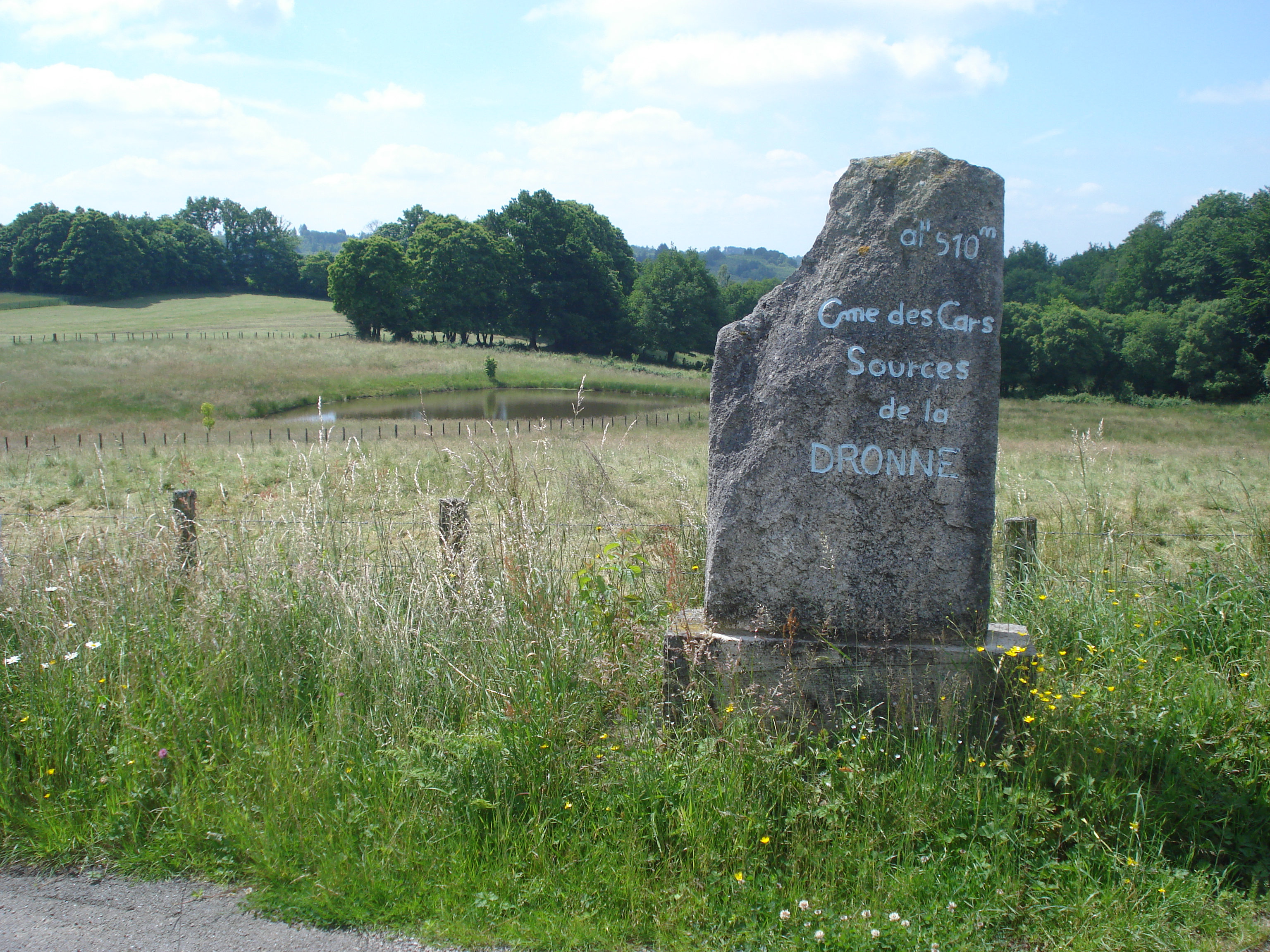
Les Cars, memorial fuente del Dronne

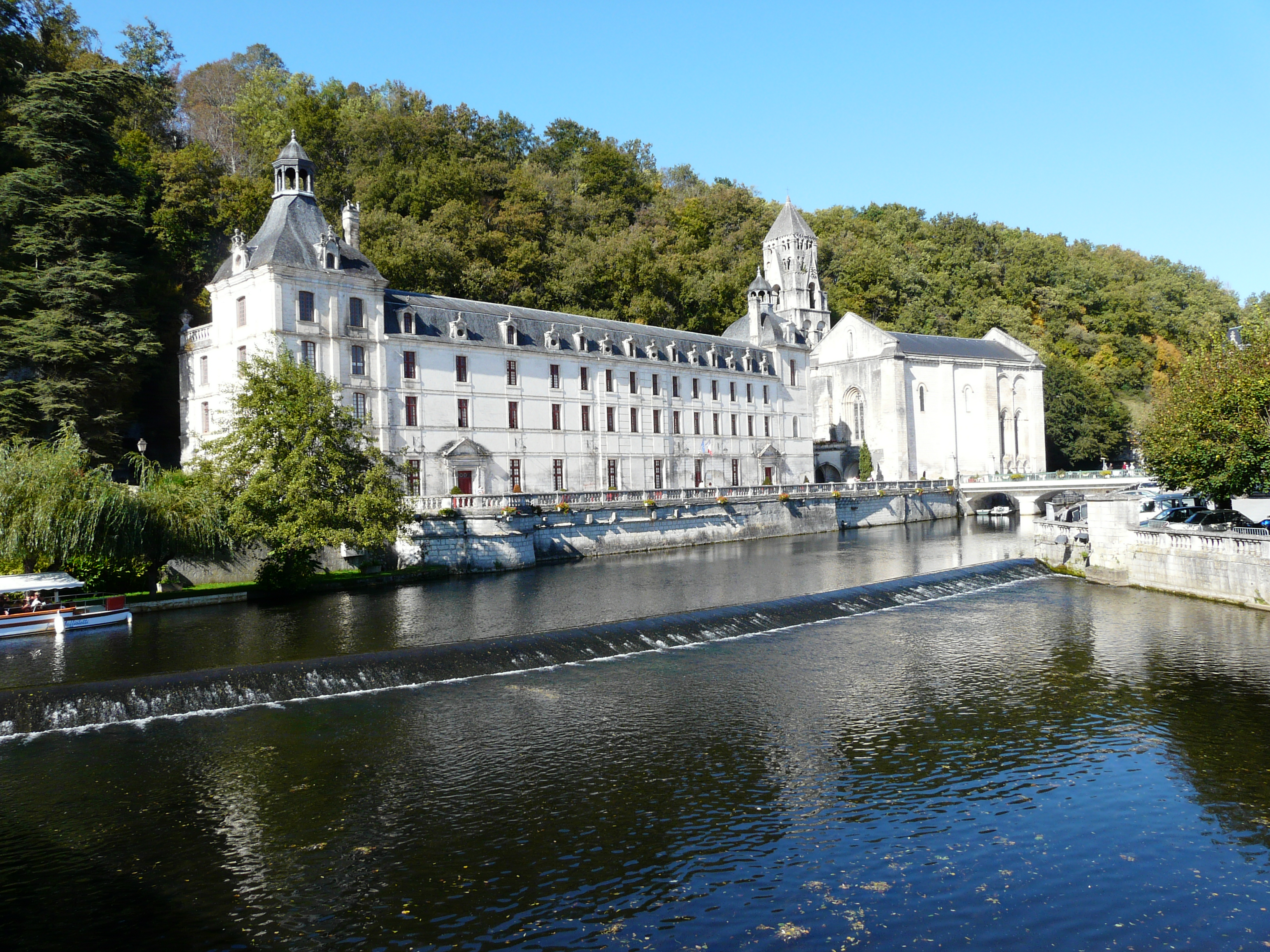
El Dronne delante de la abadía de Brantôme.

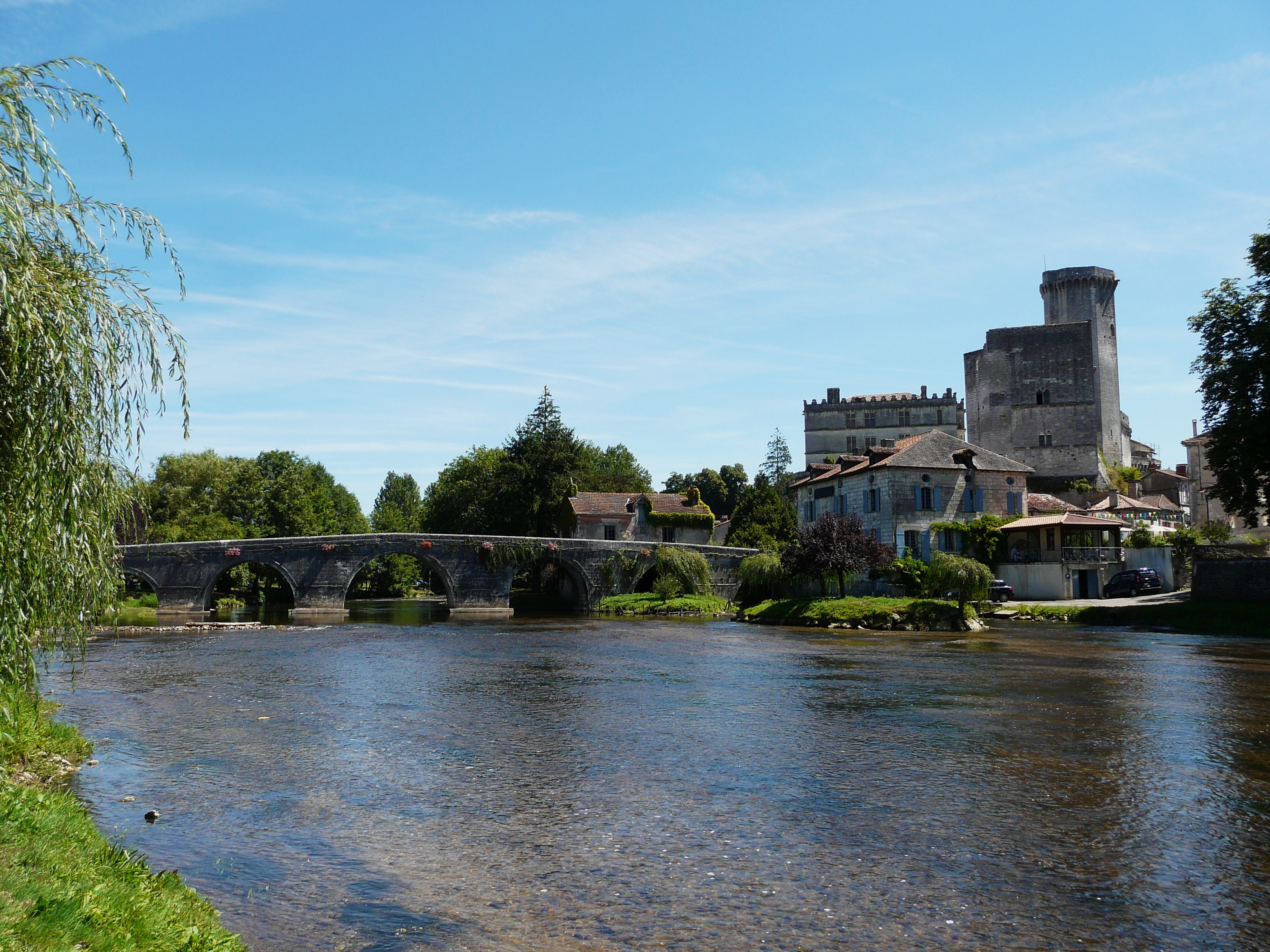
El Dronne en Bourdeilles.

El Dronne nace a 480 m de altitud en el parque natural regional Périgord Limousin en la comuna de Bussière-Galant del departamento de Alto Vienne (antigua región de Lemosín, hoy en la región de Aquitania-Lemosín-Poitou-Charentes), cerca del lugar llamado les Borderies, a tres kilómetros al sur de Les Cars.
Durante una decena de kilómetros su curso servía para delimitar las regiones de Lemosin y de Aquitania antes de entrar definitivamente en Dordoña en la unión de las comunas de Dournazac, de Firbeix y de Mialet. Cruza Champs-Romain, Saint-Pardoux-la-Rivière, bordeando Saint-Front-la-Rivière, Quinsac et Champagnac-de-Belair antes de regar Brantôme, encerrando su centro situado sobre una isla de cerca de 300 m de diámetro, origen de su apodo de la «Venecia del Perigord».
Luego corre a lo largo de Valeuil, atraviesa Bourdeilles, bordea Lisle, Tocane-Saint-Apre y Ribérac. Desde Petit-Bersac hasta Saint-Antoine-Cumond, sirve como límite departamental en un corto tramo de unos siete kilómetros. Penetra en Charente y baña Aubeterre-sur-Dronne, uno de los Pueblos más Bellos de Francia y después Bonnes.
A partir de Saint-Aulaye y hasta Églisottes, su curso es de nuevo durante treinta kilómetros la frontera natural entre Aquitania y Poitou-Charentes, bordeando sucesivamente en la margen derecha las comunas de la Charente y después de Charente-Maritime (Saint-Aigulin), en la orilla izquierda las localidades pertenecientes a la Dordoña: Chenaud, Parcoul y La Roche-Chalais.
Desde Eglisottes, su curso sigue en el departamento de Gironda. Cruza Coutras y un kilómetro y medio más al suroeste desemboca en la margen derecha del Isle, a 7 metros de altitud.

### Departamentos y principales localidades atravesadas

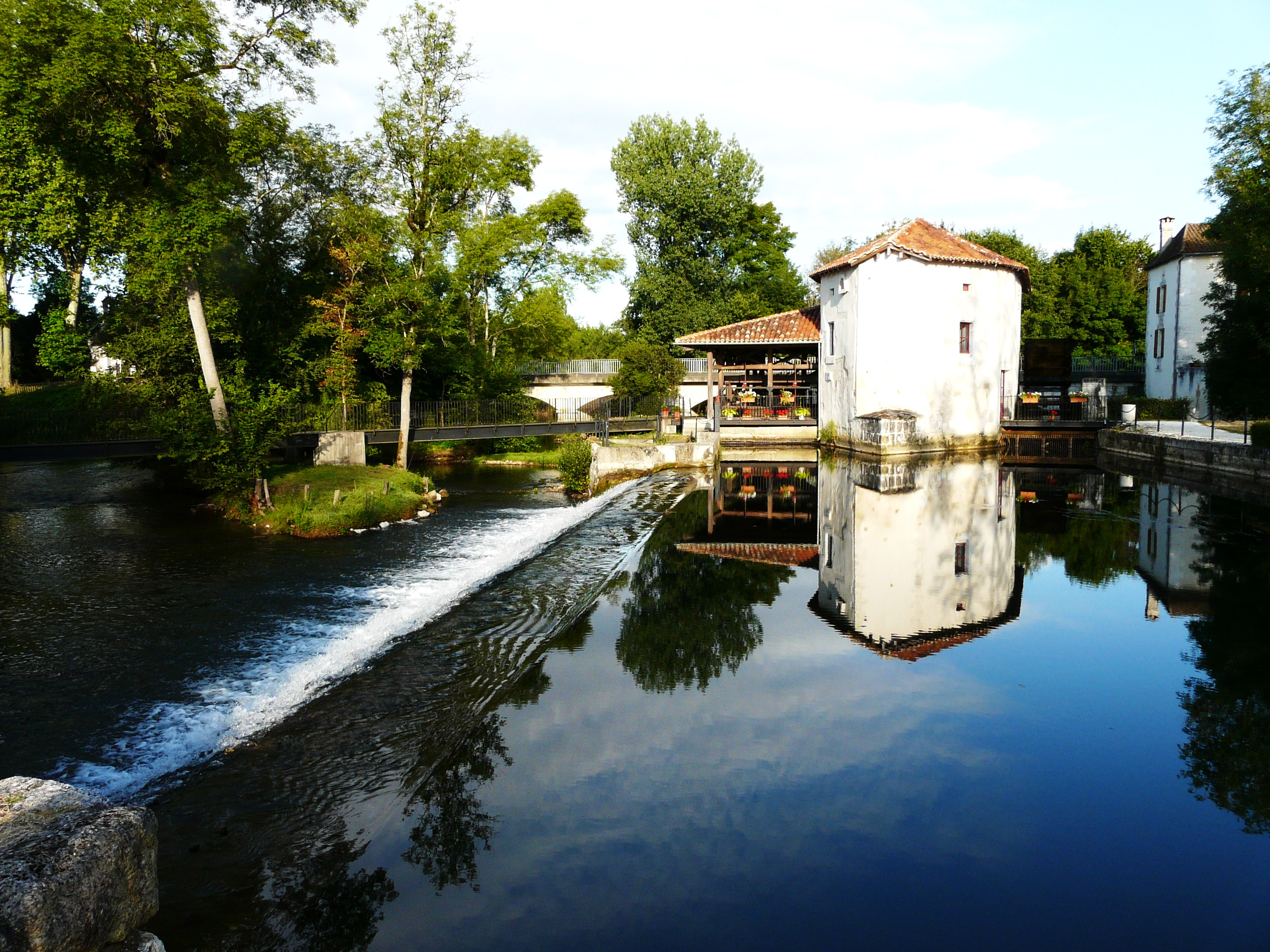
El Dronne en Montagrier, en Moulin du Pont

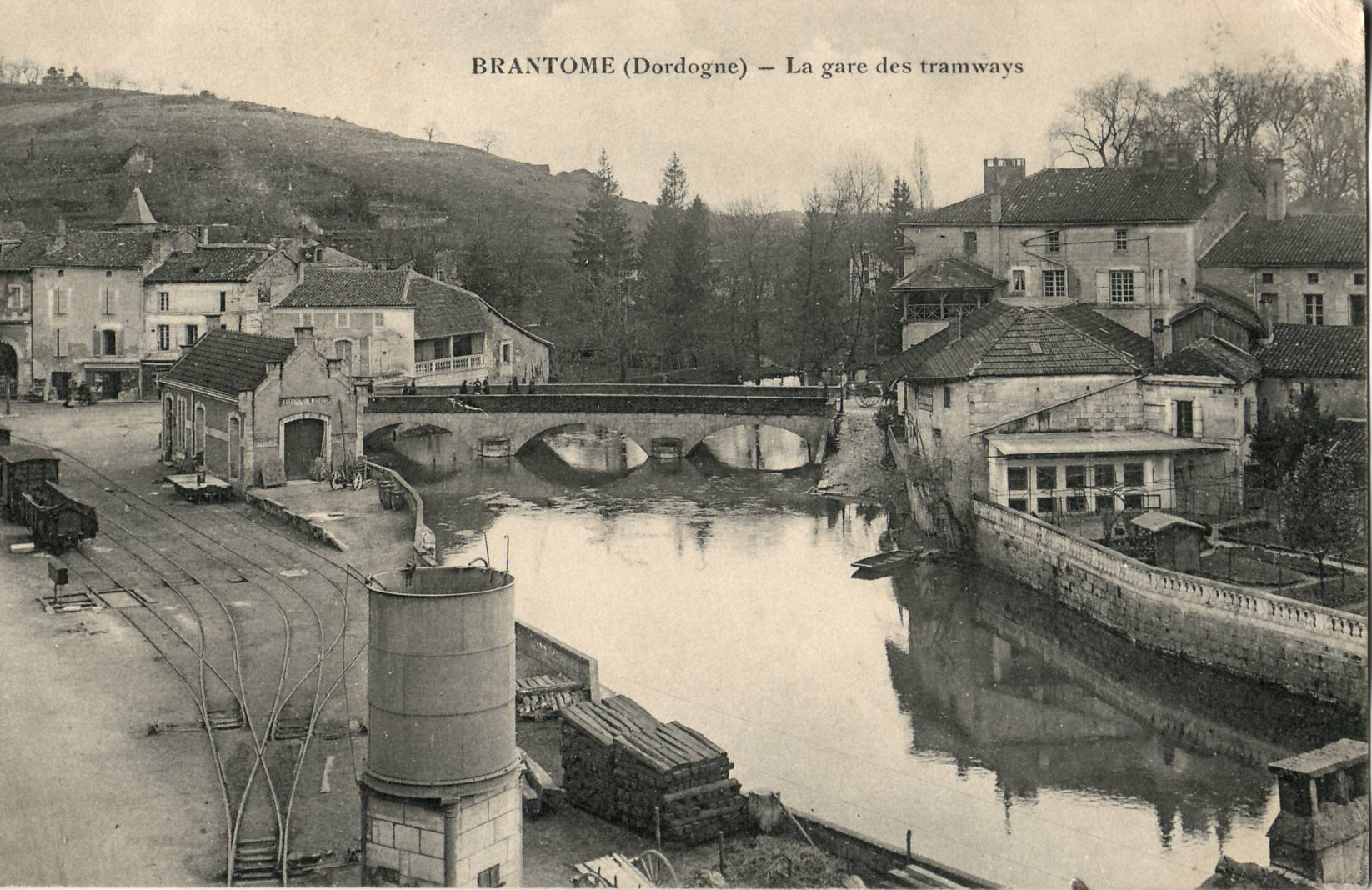
El Dronne en Brantôme, hacia 1910, en la época de las Chemins de fer du Périgord (a izquierda del cliché).

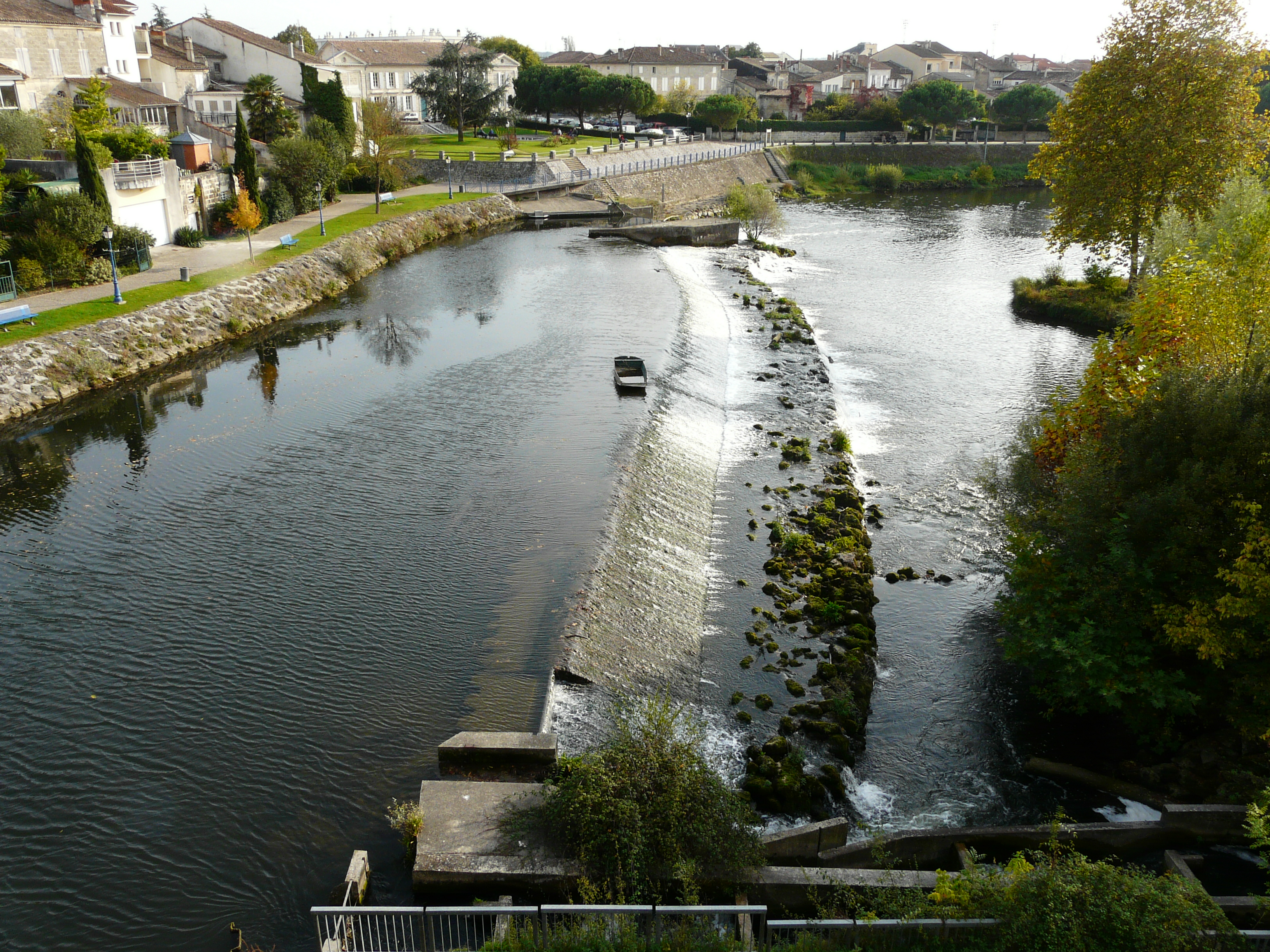
El Dronne en Coutras.

El Dronne discurre por cinco departamentos y cincuenta y tres (53) comunas, siendo las principales:
- Alto Vienne: Bussière-Galant;
- Dordogne: Saint-Pardoux-la-Rivière, Champagnac-de-Belair, Brantôme, Bourdeilles, Mialet, Tocane-Saint-Apre, Ribérac, Saint-Aulaye y La Roche-Chalais;
- Charente: Aubeterre-sur-Dronne;
- Charente-Maritime: Saint-Aigulin;
- Gironda: Les Églisottes-et-Chalaures y Coutras.

### Topónimos
El Dronne ha dado su hidrónimo a tres comunas: Aubeterre-sur-Dronne, Saint-Méard-de-Drône, Saint-Pardoux-de-Drône.

### Organismo de gestión
En el departamento de Dordoña, desde Creyssac a La Roche-Chalais, la gestión del Dronne es realizada por un sindicato  de río, el SyMAGE Dronne.

## Hidrología
El Dronne es un río bastante caudaloso, como su vecino el Isle.

### El Dronne en Coutras
El caudal del río ha sido observado durante 45 años (1967-2011) en Coutras (estación P8462510), localidad del departamento de Gironda situada en su confluencia con el Isle. La cuenca del río en ese punto es de 2816 km², a 6 m de altitud, es decir de casi su totalidad.
El Dronne presenta fluctuaciones estacionales de caudal bien marcadas, con aguas altas en invierno-primavera con la tasa promedio mensual a un nivel de entre 33,3−50,5 m³/s, de diciembre a abril inclusive (con un máximo en enero y en especial en febrero) y aguas bajas en verano, desde principios de julio hasta finales de septiembre, con una caída en el caudal medio mensual de hasta 4,85 m³/s en agosto. Pero las fluctuaciones son más pronunciadas durante períodos más cortos.
| Caudal medio mensual del Dronne en la estación de Coutras (en m³/s, datos calculados en el período de 45 años, 1967-2011) |
| |

### Estiaje o aguas bajas
En el estiaje, la VCN3 puede caer hasta 1,10 m3⋅/s en caso de periodo quinquenal seco, lo cual es muy bajo para este curso de agua poderoso y que puede ser descrito como severo, entonces el caudal se redujo hasta el 2,5% del caudal medio. Este fenómeno es bastante común en las llanuras de Aquitania, a pesar de estar cerca del océano.

### Crecidas
Las crecidas pueden ser muy importantes. Así las QIX 2 y 5 valen respectivamente 180 y 270 m³/s, el QIX 10 es de 340 m³/s, el QIX 20 de 400 m³/s y el QIX 50 de 470 m³/s.
El caudal instantáneo máximo registrado en Coutras ha sido de 538 m/s el 5 de mayo de 1986, mientras que el valor máximo diario fue de 524 m³/s el 3 de mayo de ese mismo año. Si se compara la primera de estas cifras en la escala de las QIX del río, parece que esta inundación fue mucho más importante que la cincuentenal definida por el QIX 50, y por lo tanto fue altamente excepcional.
La altura máxima instantánea fue de 3,84 m ese mismo día 5 de mayo de 1986 a las 8:11.
Para tener una idea de la importancia de estos caudales, se puede comparar con un afluente del Sena al sureste de París, el Loing, famoso por sus desbordamientos del pasado, y algo regularizado desde entonces. El QIX 10 del Loing a final de su recorrido es de 190 m³/s (contra 340 para el Dronne) y su QIX 50 asciende a 270 m³/s (contra 470 para el Dronne). Así, a pesar de tener una cuenca de alrededor de un tercio, el volumen de crecidas del Dronne es casi un 80% más abundante que el del Loing.

### Lámina de agua
En total, la Dronne es un río irregular y moderadamente abundante. La lámina de agua que fluye en su cuenca es de 277 milímetros anualmente, lo que es ligeramente inferior a la media general de Francia (aproximadamente 320 milímetros), sino también a la media de la cuenca del Isle (304 milímetros). El caudal específico (o Qsp) del río llegó a 8.7 litros por segundo y por kilómetro cuadrado de cuenca.

## Principales afluentes
El Dronne tiene setenta y dos (62) tronçons afluentes referenciados (59 arroyos (ruisseaux ) por solo tres ríos (rivières ): el Cole, el Lizonne y el Tude), siendo los principales:
- (I) Côle
- (D) Boulou
- (D) Euche
- (I) Donzelle
- (I) Peychay
- (D) Lizonne, igualmente llamado Nizonne en su parte amont
- (D) Auzonne
- (I) Rizonne (o Rissonne)
- (D) Tude
- (D) Mame
- (I) Chalaure
- (D) Goulor

## Ecología

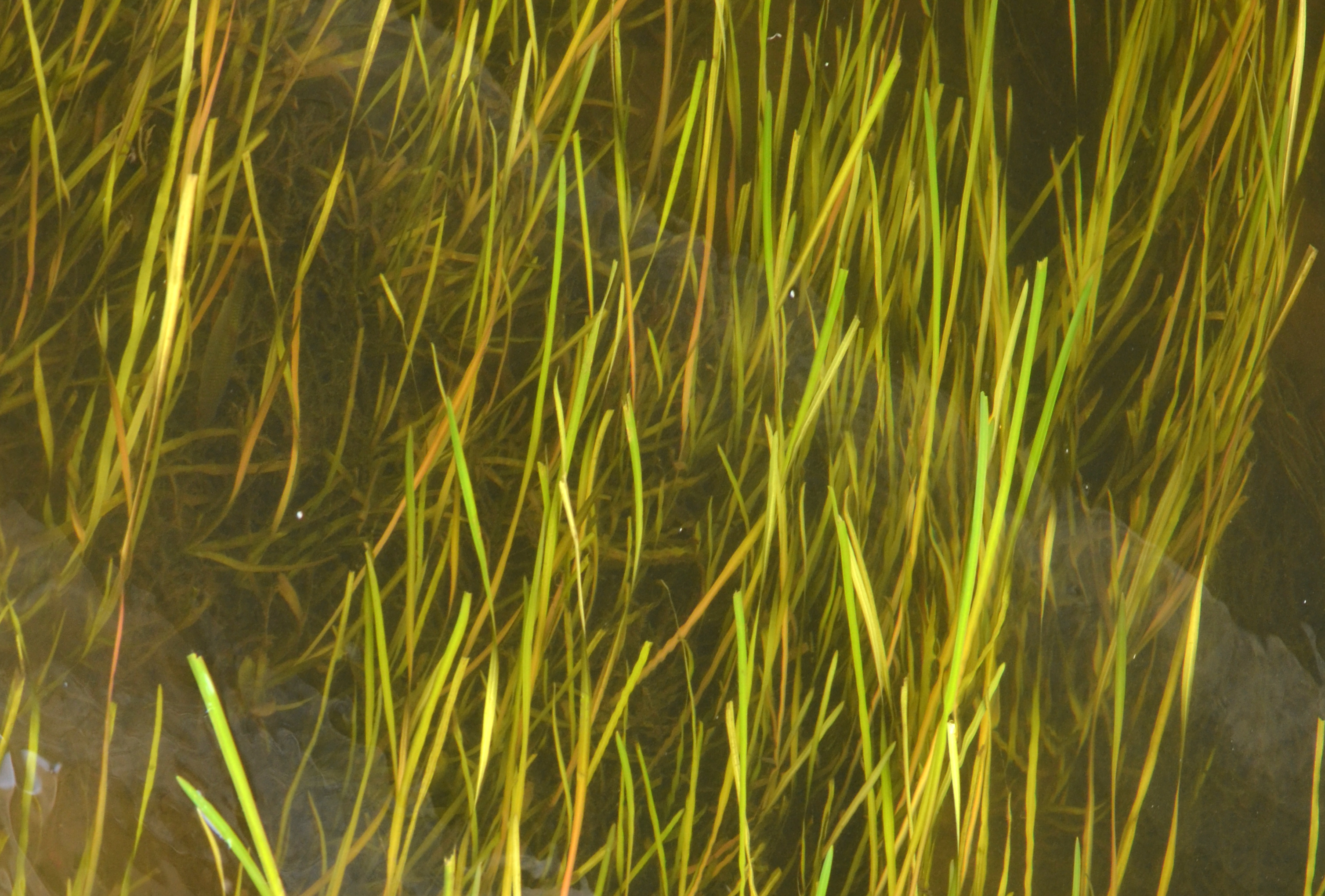
Herbario submarino compuesto principalmente de Vallisneria spiralis ondeando en la corriente, fotografiado en el Dronne en Brantôme, a mediados de agosto de 2014, delante de la abadía de Saint-Pierre de Brantôme.

El Dronne y su valle presentan biotopos variado que permiten la presencia de una flora y fauna ricas. De hecho, el 80% de su curso está clasificado tanto en zonas de la Red Natura 2000 como en zonas naturales de interés ecológico, faunístico y florístico (ZNIEFF).

### Red Natura 2000
Tres zonas Red Natura 2000 conciernen al valle del Dronne.
- Desde su nacimiento hasta el pueblo de Saint-Pardoux-la-Rivière, en unos 50 km, el Dronne y sus orillas tienen un medio hecho de landas, praderas húmedas, cultivos y bosques.[7] Esta zona representa el sitio más notable en Francia para el mejillón perla (Margaritifera margaritifera),[8] que se reproduce aquí. Otras especies europeas amenazadas también se encuentran aquí igualmente: un anfibio, el sapillo de vientre amarillo (Bombina variegata), una libélula, el agrion de Mercurio (Coenagrion mercuriale), una mariposa, doncella de ondas (Euphydryas aurinia), el cangrejo de río (Austropotamobius pallipes), varios mamíferos incluyendo la nutria europea (Lutra lutra) y tres especies de murciélagos y dos tipos de peces, cavilat o carrasco espinoso (Cottus gobio) y la lamprea de arroyo (Lampetra planeri).[7]

- Desde el sur de Brantome hasta su confluencia con el río Isle, unos 110 km, el Dronne fluye en un medio compuesto principalmente por praderas húmedas y tierras de cultivo con áreas de bocage[9] Este es un sitio importante para la reproducción de la lamprea marina (Petromyzon marinus). Aquí se encuentran otras cinco especies de peces amenazados, así como cangrejos de río agarrada blanco (Austropotamobius pallipes) y el visón (Mustela lutreola).[9]

- Las riberas de la margen derecha del Dronne ubicadas principalmente en las comunas de Bourdeilles, Grand-Brassac y Montagrier, compuestas por estepas y landas, son un terreno propicio para muchas orquídeas y enebros (Juniperus communis).[10]

### ZNIEFF
En gran medida superpuestos a los lugares de la Red Natura 2000 que se han descrito anteriormente, siete zonas naturales de interés ecológico, faunístico y florístico (ZNIEFF) se suceden a lo largo del valle del Dronne, cinco de tipo II y dos de tipo I.

#### ZNIEFF de tipo II
- Desde el sur de Brantôme  hasta el norte de Lisle, sobre 416 hectáreas y casi 18 kilómetros, el Dronne serpentea entre zonas forestadas y pastizales húmedos con presencia de paredes calcáreas que, según la exposición septentrional o meridional, revelan frente a frente una flora montañosa o méditerranea.[11]

Otras cuatro áreas protegidas asocian bocage y praderas húmedas, con una flora y fauna específicas, que son: 
- desde el norte de Lisle hasta el burgo de Épeluche, sobre 1580 hectáreas y unos 30  km de largo;[12]

- desde del burgo de Épeluche hasta el norte de Saint-Aulaye, sobre 909 hectáreas unos 22  km;[13]

- desde el noroeste de Saint-Aulaye hasta el noroeste de Saint-Aigulin, sobre 611 hectáreas y cerca de 17 km;[14]

- desde el  sur de Saint-Aigulin hasta el noroeste de Coutras, sobre 779 hectáreas y cerca de  22 km.[15]

#### ZNIEFF de tipo I
- Desde su entrada en la comuna de Mialet hasta el norte de Saint-Pardoux-la-Rivière, en una zona predominantemente boscosa de 25 km de largo y 541 hectáreas, el Dronne evoluciona entre gargantas en las que, según la exposición de las laderas, la flora mediterránea alterna con la flora atlántica. Hay muchas especies de helechos.[16]

- En la comuna de Saint-Front-la-Rivière, entre las aldeas de Pombol et Chazelles, un área de 115 hectáreas y de 4 km de largo, compuesta principalmente por praderas húmedas, alberga una interesante flora relacionada con las paredes calcáreas que la delimitan.[17]

## Patrimonio

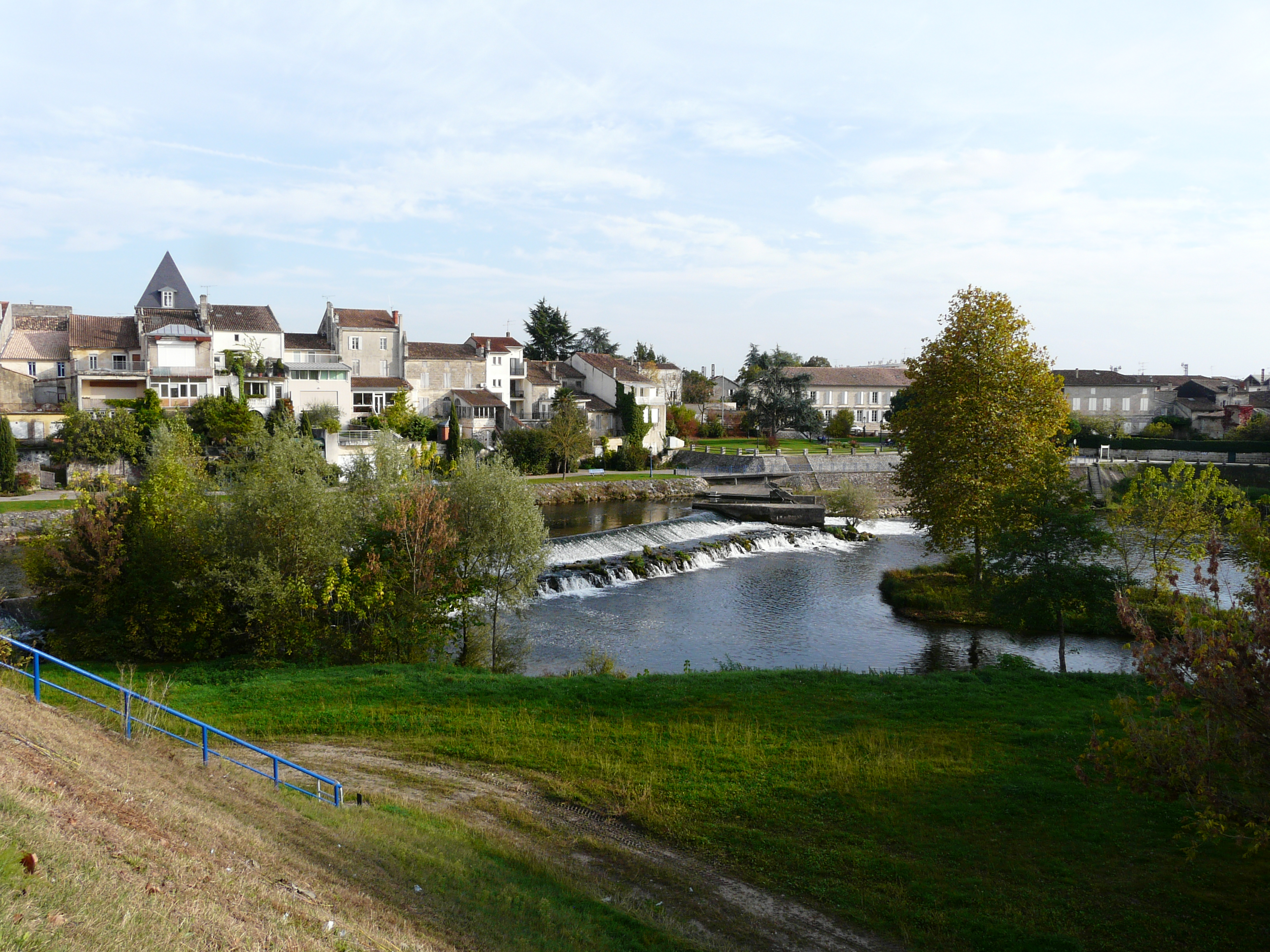
El Dronne en Coutras

- salto del Chalard en el límite de las comunas de Champs-Romain y Saint-Saud-Lacoussière, al este de  Nontron donde el río pasa a través de una garganta;
- château de Caneau en Saint-Front-la-Rivière;
- château de Vaugoubert en Quinsac;
- iglesia de Saint-Christophe de Champagnac-de-Belair;
- Brantôme, la "Venecia del Périgord", y su abadía;
- iglesia de Saint-Pantaléon de Valeuil;
- Bourdeilles, sus châteaux y su viejo puente;
- iglesia de Saint-Martin de Lisle;
- museo galorromano de Petit-Bersac;
- Aubeterre-sur-Dronne, uno de Los Pueblos más Bellos de Francia con su iglesia subterránea monolítica;
- puente medieval de Saint-Aulaye;
- iglesia de Saint-Martin de Parcoul.

### Acondicionamientos
Los acondicionamientos a lo largo del Dronne están repartidos sobre las cuatro masas de agua y más de sesenta obras están referenciadas: puntos de vertido de colectividad o de establecimientos industriales, plantas de tratamiento, estaciones de aforo, estaciones de calidad de los ríos, establecimientos industriales, puntos de restitución o puntos de toma de agua de plantas hidroeléctricas.